# Els Pets
Els Pets (che in lingua catalana significa letteralmente "I Peti") è un gruppo musicale, tra i maggiori esponenti del rock catalano.
Il gruppo, diretto da Lluís Gavaldà (voce e chitarra, ma anche autore principale dei testi), è sorto originariamente come trio composto dallo stesso Gavaldà, da Joan Reig (alla batteria) e da Falín Cáceres (al basso); in seguito si sono aggiunti Jordi Picazos (chitarra e mandolino), Marc Grasas (voce e chitarra) e Joan Pau Chaves (tastiera). Els Pets sono affiancati abitualmente da un gruppo di coriste chiamate Les Llufes ("Le Loffe").

## Discografia
- 1989 – Els Pets
- 1991 – Calla i Balla
- 1992 – Fruits Sex
- 1994 – Brut Natural
- 1995 – Vine a la Festa
- 1997 – Bondia
- 1999 – Sol
- 2001 – Respira
- 2002 – Malacara
- 2004 – Agost
- 2006 – Això és Espectacle
- 2007 – Com Anar al Cel i Tornar
- 2010 – Fràgil
- 2011 – L'àrea petita